# Pala des Arts
La Pala des Arts és una pala del terme de Conca de Dalt, al Pallars Jussà, dins de l'antic terme d'Hortoneda de la Conca, a cavall dels territoris dels antics pobles d'Herba-savina i del Mas de Vilanova, Vilanoveta.
Està situada al sud-est de Vilanoveta i al sud-oest d'Herba-savina, també al sud-est del Forat des Arts, del paratge de les Arts i del Serrat de les Comelletes. És, de fet, el vessant nord-oest de la Serra de Montagut.